# إيزابيل ري
إيزابيل ري (بالإسبانية: Isabel Rey)‏ هي مغنية أوبرا ومغنية إسبانية، ولدت في 22 مارس 1966 في بلنسية في إسبانيا.

## وصلات خارجية
- الموقع الرسمي
- إيزابيل ري على موقع IMDb (الإنجليزية)
- إيزابيل ري على موقع ميوزك برينز (الإنجليزية)
- إيزابيل ري على موقع ديسكوغز (الإنجليزية)
- إيزابيل ري على موقع قاعدة بيانات الفيلم (الإنجليزية)